# Irwin Hasen

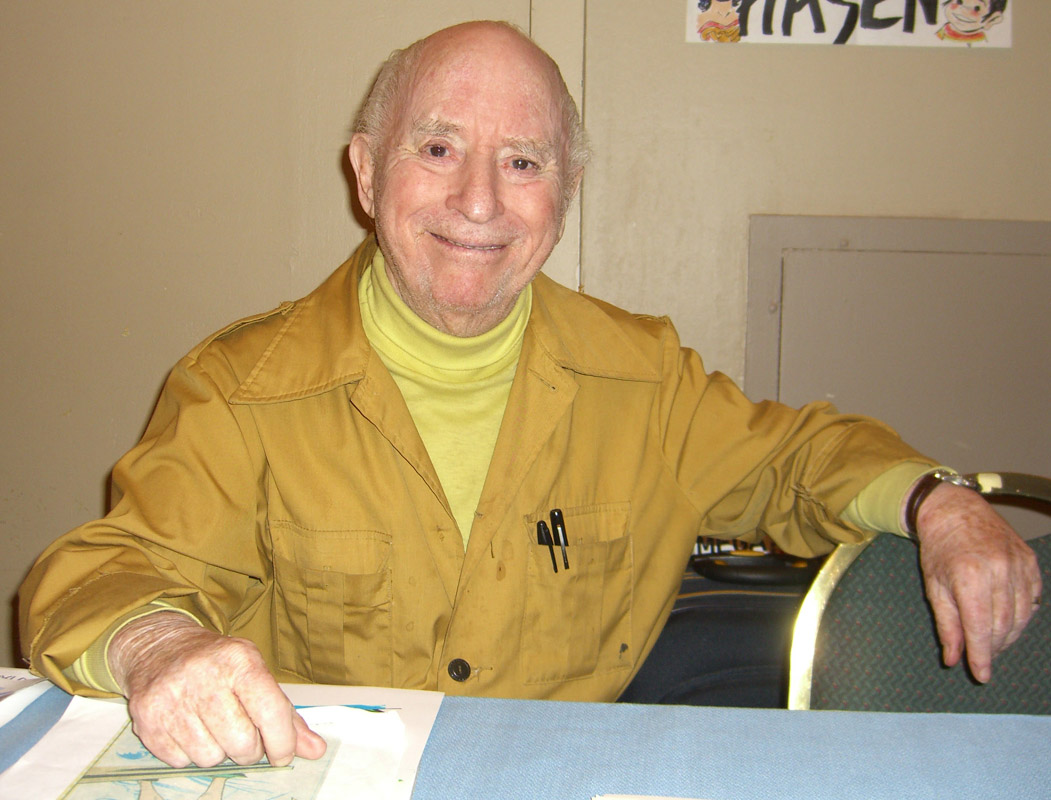
Irwin Hasen, 2009

Irwin Hasen (* 8. Juli 1918 in New York City, New York; † 13. März 2015 ebenda) war ein US-amerikanischer Comiczeichner und Cartoonist.

## Leben und Werk
Nach Abschluss der Dewitt Clinton High School studierte Hasen an der National Academy of Design und der Art Students League. Nach freiberuflichen Anfängen in der Werbebranche begann er in den späten 1930er Jahren als hauptberuflicher Comiczeichner zu arbeiten. 1942 schuf Hasen, gemeinsam mit dem Schriftsteller Bill Finger, für das erste Heft der Reihe Sensation Comics die Figur des maskierten Abenteurers Wildcat, dessen Geschichten er in der Folge bis in die späteren 1940er Jahre zeichnete. Hasen wurde während des Zweiten Weltkrieges eingezogen und war bis zu seiner Entlassung im Jahr 1946 Herausgeber einer Armeezeitschrift.
In den 1950er Jahren schuf Hasen die Reihe The Fox für den später als Archie Comics bekannt gewordenen Verlag. Zu dieser Zeit lernte er auf einer Europareise Gus Edson kennen, mit dem er im Jahr 1955 den Zeitungscomicstrip Dondi schuf. Für Dondi erhielt Hasen in den Jahren 1961 und 1962 den National Cartoonist Society Story Comic Strip Award. Im Jahr 1969 erhielt er den Silver T-Square Award der National Cartoonist Society.
Hasen starb am 13. März 2015 im Alter von 96 Jahren an Herzversagen im New Yorker Stadtteil Manhattan.